# Galilei Donna
Galilei Donna (ガリレイドンナ, Garirei donna) est une série télévisée d'animation japonaise réalisée par Yasuomi Umetsu et produite par le studio A-1 Pictures. Elle est diffusée initialement du 10 octobre au 19 décembre 2013 sur Fuji TV au Japon et en simulcast sur Crunchyroll dans les pays francophones.

## Personnages

### Famille Ferrari
Hozuki Ferrari (星月・フェラーリ, Hozuki Ferāri)
Voix japonaise : Rina Hidaka
Kazuki Ferrari (神月・フェラーリ, Kazuki Ferāri)
Voix japonaise : Rumi Ōkubo
Hazuki Ferrari (葉月・フェラーリ, Hazuki Ferāri)
Voix japonaise : Kei Shindō
Sylvia Ferrari (シルヴィア・フェラーリ, Shiruvia Ferāri)
Voix japonaise : Hōko Kuwashima
Geshio Ferrari (夏至生・フェラーリ, Geshio Ferāri)
Voix japonaise : Rikiya Koyama

### Autres
Cicinho (シシーニョ, Shishīnyo)
Voix japonaise : Hiroshi Kamiya
Anna Hendrix (アンナ・ヘンドリックス, Anna Hendorikkusu)
Voix japonaise : Marina Inoue
Roberto Materazzi (ロベルト・マテラッツィ, Roberuto Materattsui)
Voix japonaise : Taiten Kusunoki
Theo Escher ((テオ・エッシャー), Teo Esshā)
Voix japonaise : Daiki Yamashita
Karen (カレン)
Voix japonaise : Nao Toyama
Hans Herman (ヘルマン・ハンス, Heruman Hansu)
Voix japonaise : Kenji Hamada
Grande Rosso (グランデ・ロッソ, Gurande Rosso)
Voix japonaise : Misaki Kuno
Galileo Galilei (ガリレオ・ガリレイ, Garireo Garirei)
Voix japonaise : Yuki Kaji

## Production
La production de Galilei Donna est annoncée en juillet 2013. L'anime est produit au sein du studio A-1 Pictures avec une réalisation de Yasuomi Umetsu et des compositions de Shirō Hamaguchi. La série est diffusée initialement du 10 octobre au 19 décembre 2013 sur Fuji TV dans la case-horaire noitaminA, et en simulcast sur Crunchyroll dans les pays francophones.

## Liste des épisodes
| No | Titre de l’épisode en français                     | Titre original de l’épisode      | Date de 1re diffusion |
| -- | -------------------------------------------------- | -------------------------------- | --------------------- |
| 1  | Galileo DNA                                        | ガリレオDNA Gari Reo DNA         | 10 octobre 2013       |
| 2  | Messier                                            | メシェ Meshe                     | 17 octobre 2013       |
| 3  | La vie à bord du poisson rouge                     | キンギョ・ライフ Kingyo raifu    | 24 octobre 2013       |
| 4  | Cadeau des neiges                                  | スノーギフト Sunōgifuto          | 31 octobre 2013       |
| 5  | Rêve éphémère d’étoiles                            | 星座夢幻 Seiza mugen             | 7 novembre 2013       |
| 6  | Galileo tesoro                                     | ガリレオテゾロ Garireotezoro     | 14 novembre 2013      |
| 7  | Poisson salé                                       | ソルトフィッシュ Sorutofisshu    | 21 novembre 2013      |
| 8  | Giapponese                                         | ジャッポーネ Jappōne             | 28 novembre 2013      |
| 9  | Le poisson rouge spatio-temporel (première partie) | 時空金魚 前編 Jikū kingyo zenpen | 5 décembre 2013       |
| 10 | Le poisson rouge spatio-temporel (deuxième partie) | 時空金魚 後編 Jikū kingyo kōhen  | 12 décembre 2013      |
| 11 | Le procès Galilée                                  | ガリレオジャッジ Garireojajji    | 19 décembre 2013      |

## Musique
| Générique | Épisodes | Début                          | Début   | Fin      | Fin       |
| Générique | Épisodes | Titre                          | Artiste | Titre    | Artiste   |
| --------- | -------- | ------------------------------ | ------- | -------- | --------- |
| 1         | 1 – 11   | Synchromanica (シンクロマニカ) | Negoto  | Innocent | earthmind |